# Lewosze
Lewosze(biał. Лявошы, ukr. Левоші) – wieś w Polsce położona w województwie podlaskim, w powiecie siemiatyckim, w gminie Milejczyce. Leży nad rzeką Nurczyk
Odległości z Lewosz do najbliższych miejscowości: Borowiki – 1km, Mikulicze – 2km, Miedwieżyki – 3km, Nurczyk – 4km, Nowe Jancewicze, Milejczyce, Berezyszcze, Chanie, Dasze, Wólka Nurzecka – 6km
Według Słownika Geograficznego Królestwa Polskiego i innych krajów słowiańskich wydanym w Warszawie w 1902 roku.
Lewosze albo  Lewoszki,  wieś, powiat brzeski, gubernia grodzieńska, gmina Rogacze, 64 dziesięcin. (około 70 ha)
Według Powszechnego Spisu Ludności przeprowadzonego w 1921 roku wieś Lewosze zamieszkiwana była przez 28 osób (15 kobiet i 13 mężczyzn) w 7-u domach, wszyscy mieszkańcy miejscowości zadeklarowali wówczas białoruską przynależność narodową oraz wyznanie prawosławne. 
W latach 1975–1998 miejscowość administracyjnie należała do województwa białostockiego.
Prawosławni mieszkańcy wsi należą do parafii Narodzenia Najświętszej Maryi Panny w Rogaczach, a wierni kościoła rzymskokatolickiego do parafii św. Stanisława w Milejczycach.

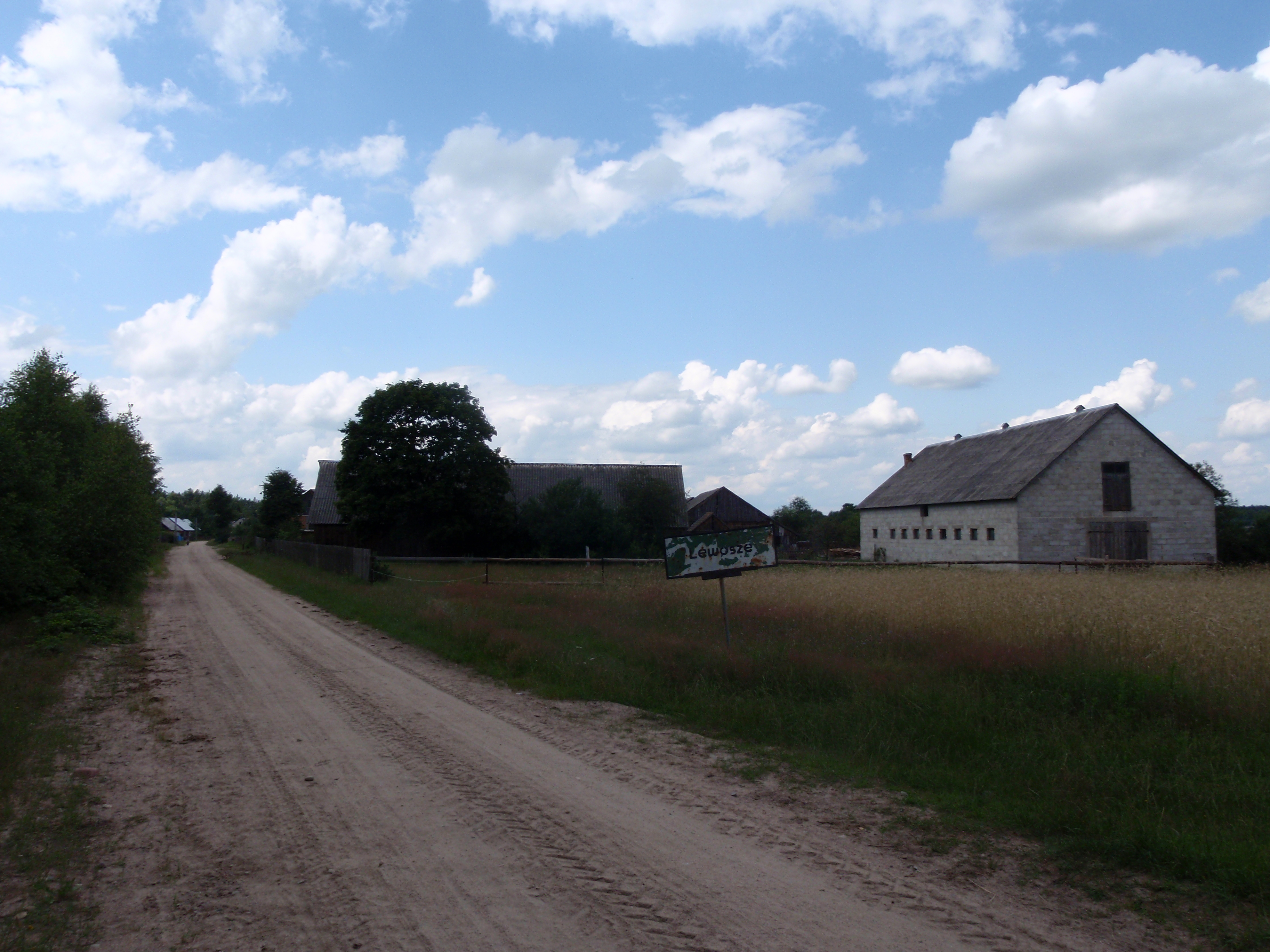
Wjazd do wsi
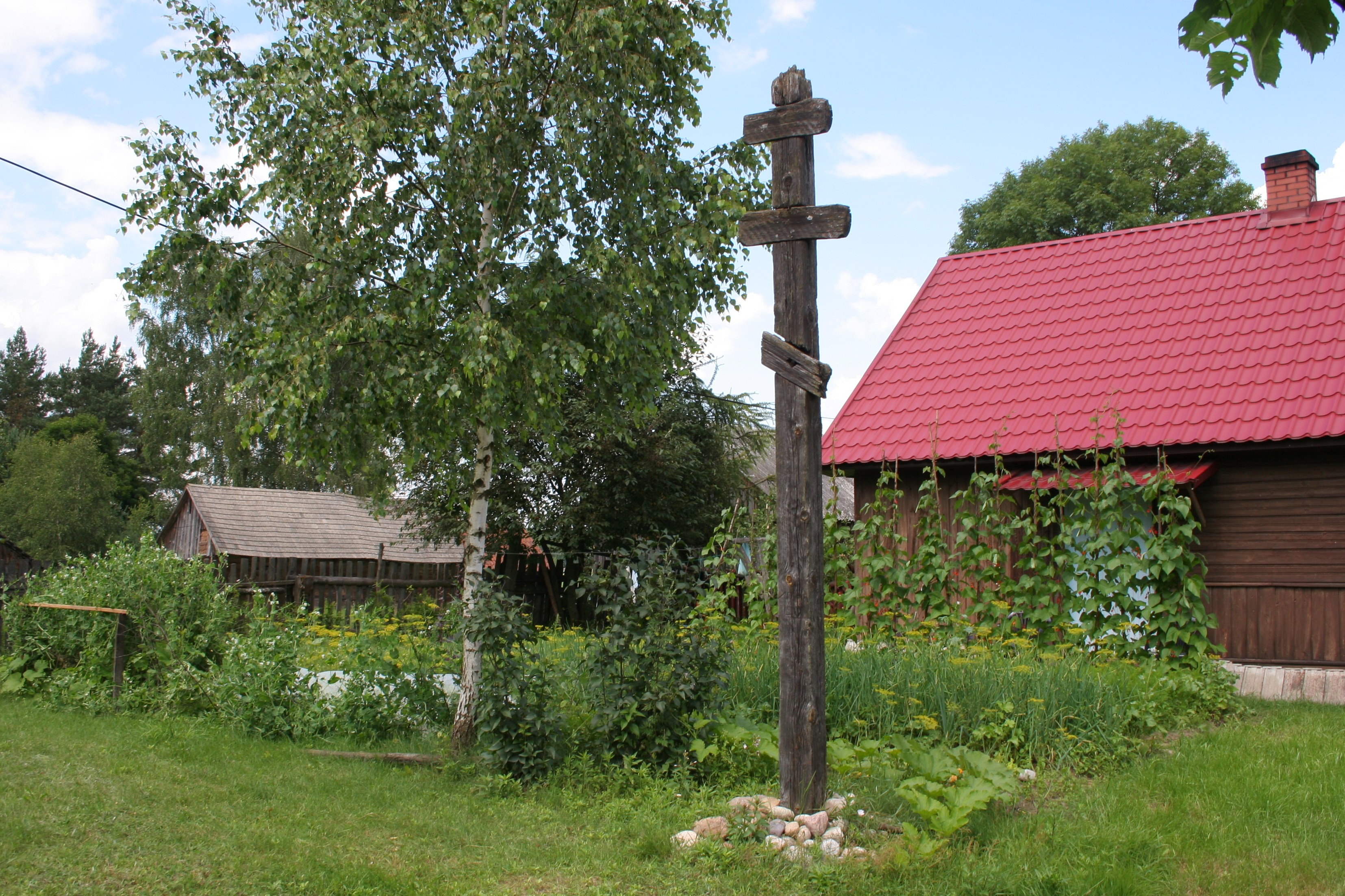
Krzyż